# Július Dávid
Július Dávid (19. ledna 1935 – ?) byl slovenský fotbalový útočník.

## Hráčská kariéra
V československé lize hrál za Lokomotívu Košice a Dynamo Žilina, vstřelil celkem sedmnáct prvoligových branek. Nastupoval také za Spartak VSS Košice. V roce 1953 se stal s Lokomotívou Košice mistrem Československa v dorostenecké kategorii.
V neděli 3. prosince 1961 hájil žilinské barvy v olomouckém finále Československého poháru proti Dukle Praha (prohra 0:3).

### Evropské poháry
V dresu Dynama Žilina nastoupil k oběma utkáním proti řeckému Olympiakosu Pireus v Poháru vítězů pohárů 1961/62. V prvním zápase hraném ve středu 22. listopadu 1961 v Pireu, ve kterém maďarský sudí Andor Dorogi neuznal Žilině 3 góly, vstřelil vítěznou branku v 87. minutě (výhra 3:2). V odvetném zápase hraném ve čtvrtek 30. listopadu 1961 v Žilině byl po necelé hodině hry vyloučen (výhra 1:0).

### Prvoligová bilance
| Ročník             | Zápasy | Góly | Minuty | Klub               |
| ------------------ | ------ | ---- | ------ | ------------------ |
| I. liga 1953       | 8      | 1    | –      | Lokomotíva Košice  |
| I. liga 1956       | 11     | 4    | 990    | Dynamo Žilina      |
| I. liga 1956       | 3      | 1    | 270    | Spartak VSS Košice |
| I. liga 1958/59    | 18     | 5    | 1 506  | Dynamo Žilina      |
| I. liga 1961/62    | 23     | 7    | 1 727  | Dynamo Žilina      |
| CELKEM I. ČS. LIGA | 63     | 18   | –      |                    |